# Brizay
Brizay település Franciaországban, Indre-et-Loire megyében. Lakosainak száma 253 fő (2022. január 1.). Brizay L’Île-Bouchard, Lémeré, Tavant, Theneuil és La Tour-Saint-Gelin községekkel határos.

## Népesség
A település népességének változása:
| Lakosok száma | 225  | 228  | 280  | 287  | 314  | 296  | 280  | 262  | 256  | 253  |
|               | 1968 | 1982 | 1990 | 2006 | 2013 | 2015 | 2017 | 2019 | 2020 | 2022 |